# .32 Randfeuer

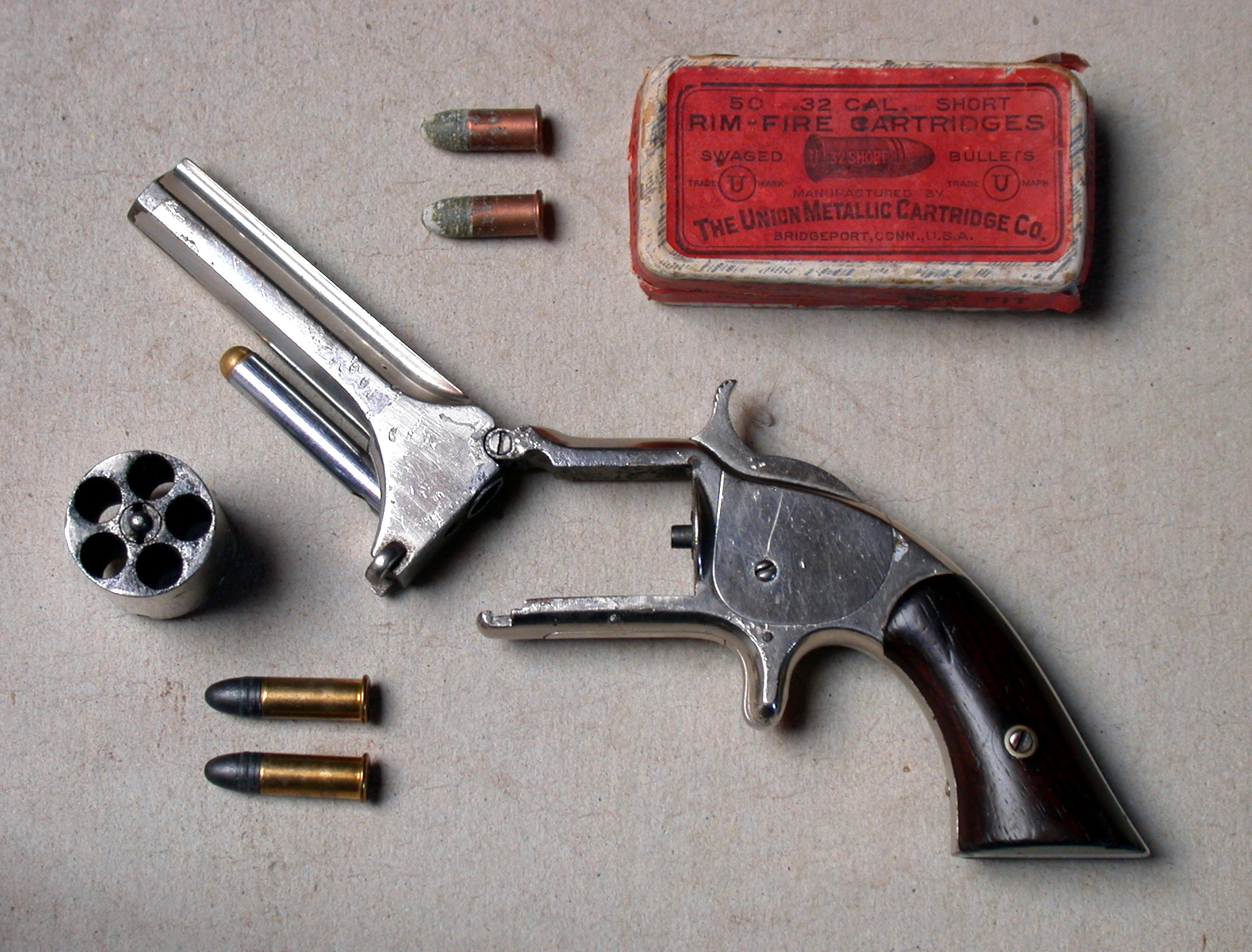
Smith & Wesson Modell No. 1½ mit .32 Randfeuer (oben)

Die Patrone .32 Randfeuer (.32 Rim Fire oder .32 R.F.) wurde 1860 für den Smith & Wesson-Revolver Model No. 1½ entwickelt. Diese Schwarzpulverpatrone basiert auf der .22 kurz, die für den Smith & Wesson Model No. 1 entwickelt wurde, und kann vereinfacht als deren vergrößerte Ausgabe beschrieben werden.
Die .32 Randfeuer wurde in vielen Waffen, Revolvern wie Gewehren, auch anderer Hersteller als S & W verwendet. Sie wurde in den USA bis in die 1950er-Jahre hergestellt. In Brasilien wurde die Patrone noch in den 1990er-Jahren hergestellt.
Smith & Wesson entwickelte später aus der .32 Randfeuer die .32 Randfeuer lang (englisch .32 Rim Fire long) mit einer Hülsenlänge von 23 mm, sonst identischen Abmessungen. Ab 1878 wurde für den Smith & Wesson Model No. 1½ center fire (Smith & Wesson Top Break Single Action) die Zentralfeuerpatrone .32 S&W verwendet.

## Bezeichnung
Die beiden Versionen dieser Patrone werden im deutschen Nationalen Waffenregister (NWR) unter folgenden Bezeichnungen geführt (gebräuchliche Bezeichnungen in Fettdruck):
Katalognummer 638
- .32 Short (Hauptbezeichnung)
- .32 Short Rim Fire

Katalognummer 639
- .32 Long (Hauptbezeichnung)
- .32 Long Rim Fire